# Harriet J. Walton
 Harriet R. Junior Walton (* September 1933 in Claxton, Georgia) ist eine amerikanische Mathematikerin und Hochschullehrerin. Sie ist Gründungsmitglied der National Association of Mathematicians und Professorin im Ruhestand am Morehouse College.

## Leben und Werk
Walton war das zweite von drei Kindern des Lehrerehepaares Ester James Junior, Sr. und Mable Rose Junior. Sie zog mit ihren Eltern nach Glennville, Tattnall County in Georgia, wo sie ihre Schulausbildung erhielt und im Alter von sechs Jahren bereits die dritte Klasse besuchte. Da es 1946 keine Highschool für Afroamerikaner in Tattnall County gab, fuhr für die 10. und 11. Klasse ihr Vater sie und ihren Bruder täglich in die 20 Meilen entfernte Walker High School in Ludowici. Sie studierte 1948 Mathematik am Clark College in Atlanta und erhielt 1952 den Abschluss in Mathematik. Ihr Mentor Joseph Dennis beauftragte sie, während ihres Abschlussjahres am College einen Mathematikkurs für Anfänger zu unterrichten. 1952 begann sie ihr Studium mit einem Universitätsstipendium an der Howard University und wurde dort während ihres zweiten Jahres Lehrassistentin und wissenschaftliche Mitarbeiterin bei David Blackwell. Sie studierte auch bei Elbert Frank Cox, George Butcher und Williams Claytor und erhielt 1954 einen Master of Science in Mathematik. Anschließend wurde sie Dozentin für Mathematik an der Hampton University. Als sie 1954 an der Jahrestagung der Mathematical Association of America  an der University of Pittsburgh teilnahm, lernte sie eine Afroamerikanerin kennen, die dort als Lehrassistentin tätig war, und sie entschied sich ebenso tätig zu werden. Sie erhielt eine Lehrassistenz an der Syracuse University und studierte dort von 1955 bis 1957 mit einem Master of Arts in Mathematik. Ihr dortiger Mentor Abe Gelbart hatte sie ermutigt, zwei Jahre zu bleiben und einen Abschluss zu machen, anstatt nach einem Jahr zu gehen, um zu heiraten. Sie kehrte 1957 als Assistenzprofessorin für Mathematik an das Hampton Institute zurück und 1958 heiratete sie James Walton, mit dem sie vier Kinder bekam.  
Während der Präsidentschaft von Benjamin Elijah Mays trat sie in die Fakultät des Morehouse College ein. 1979 promovierte sie an der Georgia State University und um sich auf das Computerzeitalter in der Hochschulbildung vorzubereiten, erwarb sie 1989 als Postdoktorandin den Master in Informatik an der Atlanta University. Neben ihrer Tätigkeit am Morehouse College bis 2000 war sie auch an anderen Institutionen des Atlanta University Center, der Georgia State University und des Atlanta Junior College tätig. 
Zu ihren ehemaligen Schülern zählen die Mathematiker Geraldine Claudette Darden, Benjamin Martin und Johnny Houston. 1969 gründete sie die National Association of Mathematicians (NAM) und war deren Präsidentin. Sie wurde als Fulbright-Stipendiatin ausgewählt, um im Sommer 1989 nach Ghana und Kamerun in Westafrika zu reisen.

## Mitgliedschaften
- Mathematical Association of America
- American Mathematical Society
- National Association of Mathematicians (NAM)